# Alexander Louis Peal
Alexander Louis Peal é um silvicultor e conservacionista liberiano que ganhou o prestigioso Prémio Ambiental Goldman em 2000 pelos seus esforços para proteger e preservar a biodiversidade e o património natural do seu país natal.
Peal é o presidente e CEO da Sociedade para a Conservação da Natureza da Libéria (organização sem fins lucrativos).